# 1964年インスブルックオリンピックのカナダ選手団
1964年インスブルックオリンピックのカナダ選手団（1964ねんインスブルックオリンピックのカナダせんしゅだん）は、1964年1月29日から2月9日までオーストリアのインスブルックで開催された1964年インスブルックオリンピックのカナダ選手団、およびその競技結果。

## 概要
今大会は、金メダル1個、銀メダル1個、銅メダル1個の合計3個のメダルを獲得した。
ボブスレーの男子4人乗りで、ビクター・エメリー＆ピーター・カービー＆ダグラス・アナキン＆ジョン・エメリーのカナダチームがオリンピックのボブスレー競技ではカナダ勢初のメダルとなる金メダルを獲得した。

## メダル
| メダル | 選手名                                                                    | 競技               | 種目         |
| ------ | ------------------------------------------------------------------------- | ------------------ | ------------ |
| 金     | ビクター・エメリー ピーター・カービー ダグラス・アナキン ジョン・エメリー | ボブスレー         | 男子4人乗り  |
| 銀     | デビー・ウィルクス ギー・レベル                                           | フィギュアスケート | ペア         |
| 銅     | ペトラ・ブルカ                                                            | フィギュアスケート | 女子シングル |